# Tsubasa Shibuya
Tsubasa Shibuya (渋谷 飛翔 Shibuya Tsubasa?, Tokio, 27 de enero de 1995) es un futbolista japonés que juega como guardameta en el Montedio Yamagata.

## Trayectoria

### Clubes
| Club                       | País  | Año       |
| -------------------------- | ----- | --------- |
| Yokohama FC                | Japón | 2013-2016 |
| Nagoya Grampus             | Japón | 2017-2022 |
| Ventforet Kofu             | Japón | 2023-2024 |
| Yokohama FC                | Japón | 2025-     |
| Montedio Yamagata (cedido) | Japón | 2025-     |

## Palmarés

### Títulos nacionales
| Título         | Club           | País  | Año  |
| -------------- | -------------- | ----- | ---- |
| Copa J. League | Nagoya Grampus | Japón | 2021 |